# Кематен-ан-дер-Кремс
Кематен-ан-дер-Кремс (нем. Kematen an der Krems) — город в Австрии, в федеральной земле Верхняя Австрия.
Входит в состав округа Линц. Население составляет 2210 человек (на 1 января 2005 года). Занимает площадь 21 км². Официальный код — 41009.

## Политическая ситуация
Бургомистр коммуны — Гюнтер Зайдлер (АНП).
Совет представителей коммуны (нем. Gemeinderat) состоит из 25 мест.
- АНП занимает 11 мест.
- СДПА занимает 11 мест.
- Партия BLK занимает 2 места.
- Партия LH занимает 1 место.